# Komplexe Mannigfaltigkeit
Komplexe Mannigfaltigkeiten sind topologische Mannigfaltigkeiten mit Modellraum {\displaystyle \mathbb {C} ^{n}}, deren Kartenwechselhomöomorphismen sogar biholomorph sind. Diese Objekte werden in der Differentialgeometrie und der Funktionentheorie untersucht. Ihre Definition ist analog zu der Definition der differenzierbaren Mannigfaltigkeit, jedoch kann im Gegensatz zu den differenzierbaren Mannigfaltigkeiten nicht jede komplexe Mannigfaltigkeit in den {\displaystyle \mathbb {C} ^{n}} eingebettet werden.

## Definitionen
Sei {\displaystyle M} ein topologischer Hausdorff-Raum, welcher dem zweiten Abzählbarkeitsaxiom genügt. Weiterhin sei {\displaystyle n} eine natürliche Zahl.

### Komplexer Atlas
Eine Karte der komplexen Dimension n ist eine offene Teilmenge {\displaystyle U\subset M} zusammen mit einem Homöomorphismus
{\displaystyle \phi \colon U\to \phi (U)\subset \mathbb {C} ^{n}}.
Eine Karte ist also ein 2-Tupel {\displaystyle (U,\phi )}.
Ein komplexer Atlas {\displaystyle A} (der Dimension {\displaystyle n}) ist eine Menge solcher Karten, so dass
{\displaystyle M=\bigcup _{(U,\phi )\in A}U}
gilt, mit der Eigenschaft, dass für je zwei Karten {\displaystyle (U,\phi )}, {\displaystyle (V,\psi )\in A} die Kartenwechselabbildungen
{\displaystyle \phi \circ \psi ^{-1}\colon \ \psi (U\cap V)\to \phi (U\cap V)}
biholomorph sind.

### Komplexe Struktur
Eine komplexe Struktur ist ein bezüglich Inklusion maximaler komplexer Atlas. Jeder komplexe Atlas ist in genau einer komplexen Struktur enthalten, nämlich in der Vereinigung aller zu ihm äquivalenten Atlanten.
Dabei sind zwei komplexe Atlanten äquivalent, falls ihre Vereinigungsmenge ebenfalls ein komplexer Atlas ist (d. h. wenn alle Kartenwechselabbildungen zwischen den beiden Atlanten biholomorph sind).
Bemerkung: Alternativ kann man eine komplexe Struktur auch als eine Äquivalenzklasse bezüglich dieses Äquivalenzbegriffs definieren.

### Komplexe Mannigfaltigkeit
Versieht man {\displaystyle M} nun mit einer solchen komplexen Struktur, so spricht man von einer komplexen Mannigfaltigkeit. Genauer gesagt ist ein 2-Tupel {\displaystyle (M,S)} eine komplexe Mannigfaltigkeit der Dimension {\displaystyle n}, wenn {\displaystyle S} eine komplexe Struktur der Dimension {\displaystyle n} auf {\displaystyle M} ist.
Die Karten aus {\displaystyle S} werden dann auch als Karten der komplexen Mannigfaltigkeit bezeichnet.

### Holomorphe Funktionen, Strukturgarbe
Eine Funktion {\displaystyle f\colon M\to \mathbb {C} } heißt holomorph in {\displaystyle x\in M}, wenn für eine Karte {\displaystyle (U,\phi )} mit {\displaystyle x\in U} die Funktion {\displaystyle f\circ \phi ^{-1}\colon \phi (U)\to \mathbb {C} } eine in {\displaystyle \phi (x)} holomorphe Funktion ist. Wegen der obigen Kompatibilitätsbedingung ist diese Bedingung unabhängig von der gewählten Karte. Eine Funktion heißt holomorph auf einer offenen Teilmenge {\displaystyle U\subset M}, wenn sie in jedem Punkt {\displaystyle x\in U} holomorph ist.
Als Strukturgarbe {\displaystyle {\mathcal {O}}_{M}} der komplexen Mannigfaltigkeit {\displaystyle M} wird die Garbe der holomorphen Funktionen bezeichnet. {\displaystyle (M,{\mathcal {O}}_{M})} ist ein geringter Raum.

## Eigenschaften
- Komplexe Mannigfaltigkeiten der Dimension 1 werden als Riemannsche Flächen bezeichnet. Diese darf man nicht mit den Riemannschen Mannigfaltigkeiten verwechseln.

- Jede komplexe Mannigfaltigkeit der Dimension {\displaystyle n} kann auch als glatte Mannigfaltigkeit der Dimension {\displaystyle 2n} aufgefasst werden.

- Jede komplexe Mannigfaltigkeit ist orientierbar.

- Der Raum der holomorphen Funktion {\displaystyle {\mathcal {O}}(M)} von M nach {\displaystyle \mathbb {C} } enthält, falls M kompakt ist, nur die konstanten Funktion. Deshalb interessiert man sich dafür, ob eine komplexe Mannigfaltigkeit holomorph separabel ist.

- Kompakte, komplexe Mannigfaltigkeiten können nicht in den {\displaystyle \mathbb {C} ^{n}} eingebettet werden.

## Beispiele
- Der Vektorraum {\displaystyle \mathbb {C} ^{n}} und offene Teilmenge davon.
- Allgemeine Stein’sche Mannigfaltigkeiten
- Komplexe projektive Räume {\displaystyle \mathbb {C} P^{n}}
- Riemannsche Flächen wie zum Beispiel die riemannsche Zahlenkugel, die Jacobi-Varietät und die punktierte komplexe Ebene.
- Kählermannigfaltigkeiten

## Fastkomplexe Mannigfaltigkeiten
Eine Abschwächung des Begriffs komplexe Mannigfaltigkeit ist der Begriff der fastkomplexen Mannigfaltigkeit. Während komplexe Mannigfaltigkeiten lokal wie der komplexe Raum aussehen, tun dies fastkomplexe nur „infinitesimal“, das heißt die Tangentialräume sind (auf untereinander verträgliche Art) komplexe Vektorräume. Um einen reellen Vektorraum zu einem komplexen zu machen, muss man festlegen, was das Produkt eines Vektors mit der imaginären Einheit {\displaystyle \mathrm {i} } sein soll. Dies ist im Fall des Tangentialraums {\displaystyle T_{p}M} die Aufgabe der Abbildung {\displaystyle J_{p}}.

### Fastkomplexe Struktur
Eine fastkomplexe Struktur auf einer glatten Mannigfaltigkeit {\displaystyle M} ist eine glatte Abbildung {\displaystyle J\colon TM\to TM} mit der Eigenschaft, dass die Einschränkung {\displaystyle J_{p}:=J|_{T_{p}M}} auf den Tangentialraum zu jedem Punkt {\displaystyle p\in M} eine bijektive lineare Abbildung ist, die
{\displaystyle J_{p}\circ J_{p}=-\mathrm {id} .}
erfüllt. (Dies entspricht der Gleichheit {\displaystyle \mathrm {i} ^{2}=-1}.)

### Fastkomplexe Mannigfaltigkeit
Eine fastkomplexe Mannigfaltigkeit ist eine glatte Mannigfaltigkeit {\displaystyle M} zusammen mit einer fastkomplexen Struktur auf {\displaystyle M}.

### Eigenschaften
- Seien {\displaystyle M} und {\displaystyle N} zwei fastkomplexe Mannigfaltigkeiten mit den jeweiligen fastkomplexen Strukturen {\displaystyle J_{M}} und {\displaystyle J_{N}}. Eine stetig differenzierbare Abbildung {\displaystyle f\colon M\to N} heißt holomorph (oder pseudo-holomorph), wenn der Pushforward {\displaystyle df\colon TM\to TN} von {\displaystyle f} mit den fastkomplexen Strukturen von {\displaystyle M} und {\displaystyle N} verträglich ist, das heißt, es muss
{\displaystyle df\circ J_{M}=J_{N}\circ df}
gelten.

- Eine komplexe Mannigfaltigkeit ist automatisch auch eine fastkomplexe. Durch die komplexe Struktur werden die Tangentialräume zu komplexen Vektorräumen und durch {\displaystyle Jv:=\mathrm {i} v} für {\displaystyle v\in TM} wird eine fastkomplexe Struktur definiert. Umgekehrt braucht eine fastkomplexe Mannigfaltigkeit im Allgemeinen keine komplexe Struktur zu besitzen. Falls es aber einen Atlas gibt mit Karten, deren Zielbereich ein komplexer Vektorraum ist und die im Sinne der fastkomplexen Struktur holomorph sind, dann ist dieser Atlas ein komplexer Atlas, der die fastkomplexe Struktur induziert. Man kann deshalb komplexe Mannigfaltigkeiten auch definieren als fastkomplexe Mannigfaltigkeiten, die einen holomorphen Atlas besitzen.

- Im reell zweidimensionalen (d. h. im komplex eindimensionalen) ist jede fastkomplexe Mannigfaltigkeit eine komplexe Mannigfaltigkeit, also eine riemannsche Fläche. Dies kann man durch das Lösen der Beltrami-Gleichung zeigen.